# Murialdo
Murialdo (ligur nyelven Moriaodo, Meriâdo, Moriòudo, Meriadu vagy Meriaudu) település Olaszországban, Liguria régióban, Savona megyében. Lakosainak száma 746 fő (2023. január 1.). Murialdo Castelnuovo di Ceva, Massimino, Osiglia, Priero, Roccavignale, Calizzano, Millesimo és Perlo községekkel határos.

## Népesség
A település lakossága az elmúlt években az alábbi módon változott:
| Lakosok száma | 831  | 837  | 746  |
|               | 2017 | 2018 | 2023 |